# 橙汁

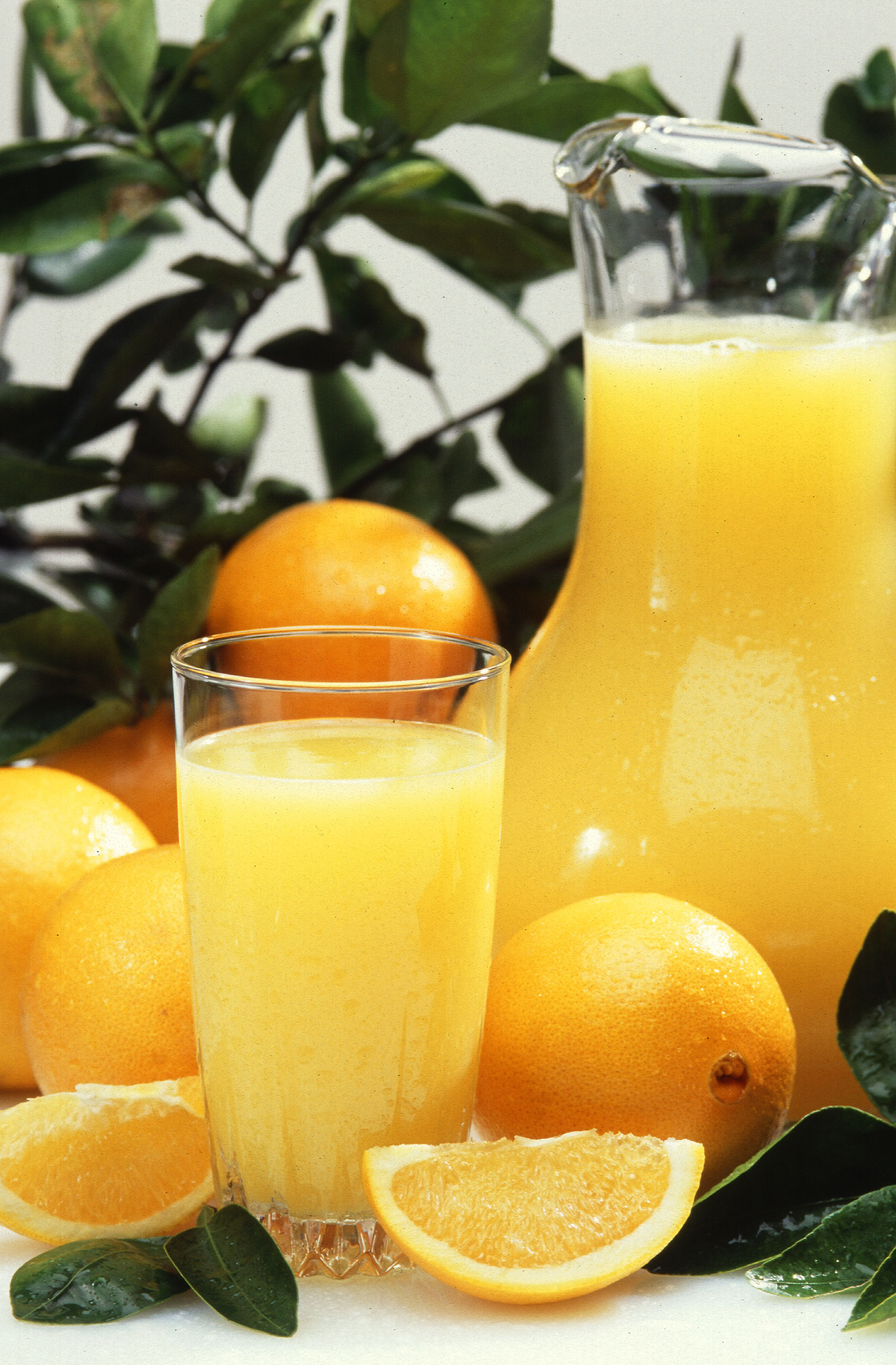
橙汁

橙汁（英文：Orange juice，在北美洲有時簡稱OJ），是從柳橙榨出的果汁。其酸酸甜甜的味道，十分可口。有些橙汁含有果肉颗粒，又是另一种风味。
在許多國家，橙汁通常是最常見的飲料之一，甚至經常出現在西式的早餐中，例如歐陸式早餐，可以跟蛋餅一起當早餐吃。

## 相關
- 雞尾酒